# Spock's Beard (album)
Pour le groupe, voir Spock's Beard.
Albums de Spock's Beard
Octane
(2005) Spock's Beard X
(2010)
Spock's Beard est le neuvième album studio du groupe de rock progressif américain Spock's Beard.
Comme ses prédécesseurs "A Guy Named Sid" (de Feel Euphoria) et "A Flash Before My Eyes" (de Octane), les sections de "As Far as the Mind Can See" sont divisés en diverse pistes sur l'album.

## Chansons
1. "On a Perfect Day" (Nick D'Virgilio, Alan Morse, Stan Ausmus, John Boegehold) – 7:47
2. "Skeletons at the Feast" (Dave Meros, Boegehold) – 6:33
3. "Is This Love" (D'Virgilio) – 2:51
4. "All That's Left" (Meros, Boegehold) – 4:45
5. "With Your Kiss" (D'Virgilio) – 11:46
6. "Sometimes They Stay, Sometimes They Go" (Meros, Ausmus) – 4:31
7. "The Slow Crash Landing Man" (Meros, Boegehold) – 5:47
8. "Wherever You Stand" (D'Virgilio, Ryo Okumoto) – 5:09
9. "Hereafter" (Okumoto, Boegehold) – 5:01
10. "As Far as the Mind Can See" (Meros, Boegehold) – 17:10
  - I. "Dreaming in the Age of Answers" – 4:49
  - II. "Here's a Man" – 3:28
  - III. "They Know We Know" – 3:18
  - IV. "Stream of Unconsciousness" – 5:23
11. "Rearranged" (D'Virgilio) – 6:07

### Musiciens
- Nick D'Virgilio – Chant, batterie, timpani, percussions, guitare électrique et acoustique
- Alan Morse – Guitare électrique et acoustique, chant additionnel, chant sur "Sometimes They Stay, Sometimes They Go"
- Ryo Okumoto – Clavier, chant additionnel
- Dave Meros – Basse, sitar, chant additionnel